# ジョセフ・エイドゥー
- ジョセフ・アイドゥー
- ジョセフ・アイド

ジョセフ・エイドゥー（Joseph Aidoo  ,  1995年9月29日- ）は、ガーナのプロサッカー選手。スペイン・プリメーラ・ディビシオンのレアル・バリャドリードに所属している。ポジションはDF。他に『ジョセフ・アイドゥー』や『ジョセフ・アイド」などの表記がある。

## 経歴

### クラブ
2013年にガーナ・プレミアリーグのインター・アライスFCでプロデビュー。2015年8月にスウェーデン1部リーグのハンマルビーIFと半年間のローン移籍に合意。2016年シーズンより完全移籍で正式に加入。以降出場機会を増やす。
2017年7月24日、ベルギー・ファースト・ディビジョンAのKRCヘンクと3年契約を締結、加入後先発に定着し、10月22日RSCアンデルレヒト戦で移籍後初ゴールを決めるなど、中心選手に成長。2018-19シーズンは、UEFAヨーロッパリーグでも活躍し、UEFAが選ぶ「若手ブレイクイレブン」に、南野拓実らと共に選出。更にベルギーリーグではリーグ優勝を経験した。
2019年7月11日、セルタ・デ・ビーゴと5年契約を締結した。

### 代表
2015年にニュージーランドで開催された2015 FIFA U-20ワールドカップに、U-20のガーナ代表として出場。その後2019年3月26日のモーリタニア戦で、フル代表デビューした。

## 代表歴

### 出場大会
- ガーナ代表
  - 2022 FIFAワールドカップ

### 試合数
- 国際Aマッチ 17試合 0得点（2019年-）[4]

| ガーナ代表 | 国際Aマッチ | 国際Aマッチ |
| 年         | 出場        | 得点        |
| ---------- | ----------- | ----------- |
| 2019       | 5           | 0           |
| 2020       | 3           | 0           |
| 2021       | 2           | 0           |
| 2022       | 1           | 0           |
| 2023       | 6           | 0           |
| 通算       | 17          | 0           |